# Пол-акра ада
«Пол-акра ада» (англ. Hell’s Half Acre) — фильм нуар режиссёра Джона Х. Ауэра, который вышел на экраны в 1954 году.
Фильм рассказывает об исправившемся бывшем гангстере (Уэнделл Кори), которого преследуют его бывшие сообщники, надеясь получить долю в его имуществе, а также полиция, которая обвиняет его в убийстве. Кроме того, неожиданно его начинает разыскивать бывшая жена (Эвелин Кейс), которая в течение многих лет не могла поверить в то, что он погиб во время Второй мировой войны.
Действие фильма происходит практически полностью в Гонолулу, в частности, в криминальном квартале города, известном как Пол-акра ада. Согласно «Первой энциклопедии Дикого Запада», выражением «пол-акра ада» называли труднопроходимые участки земли, расположенные в разных районах Дикого Запада.
Съёмки в значительной степени также проводились в Гонолулу, и в фильме «много показывается город, который был ещё сравнительно неразвит в 1954 году».

## Сюжет
В Гонолулу бизнесмен Чет Честер (Уэнделл Кори) сочинил музыкально-поэтическое представление «Полинезийская рапсодия», на премьеру которого в собственном клубе он пришёл вместе со своей возлюбленной Сэлли Ли (Нэнси Гейтс). Перед началом выступления Чету подкладывают записку, которую Сэлли замечает первой и успевает незаметно прочитать. Записку написал некто Слим Новак (Роберт Коста), гангстер, который когда-то был сообщником Чета. Увидев, как Слим, который был в зале, выходит в кабинет, Сэлли следует за ним. Оставшись наедине с Сэлли, Слим заявляет ей, что не удовлетворён заплаченной когда-то Четом суммой отступных за выход из совместного преступного бизнеса, и теперь требует от Чета либо отдать ему весь свой бизнес и уехать с Гавайских островов, либо заплатить ещё 100 тысяч долларов отступных. В противном случае Слим угрожает передать полиции материалы о былой преступной деятельности Чета, что грозит тому многолетним тюремным заключением. Не долго думая, Сэлли убивает Слима из пистолета, после чего рассказывает появившемуся Чету о том, что произошло. В свою очередь Чет говорит ей, что когда-то в молодости он вместе со Слимом ограбил калифорнийский банк, а после службы в ВМС во время войны поселился в Гонолулу, где создал преступную структуру вместе с гавайцем китайского происхождения Роджером Конгом (Филипп Ан). Четыре года назад Чет, заплатив Слиму и Роджеру отступные, полностью ушёл из криминального бизнеса и открыл легальный ресторан в Гонолулу. Поскольку Сэлли совершила убийство ради него, Чет настаивает на том, что он возьмёт это убийство на себя. При этом он просит её забрать 50 тысяч долларов из его банковской ячейки и доставить их его адвокату из Сан-Франциско, который устроит дело так, что Чет отделается лёгким приговором.
Тем временем в Лос-Анджелесе в магазине грампластинок Донна Уильямс (Эвелин Кейс) слышит запись «Полинезийской рапсодии», узнавая её последнюю строчку — «ты моя золотая мечта в начале радуги». Именно эти слова написал ей на своей фотографии её муж Рэнди Уильямс, которого через три дня после свадьбы призвали в ВМС, после чего он пропал без вести во время нападения на Перл-Харбор десять лет назад. Выяснив, что автор рапсодии в Гонолулу ожидает суда по обвинению в убийстве, она оставляет своего жениха и немедленно отправляется на Гавайи, не сомневаясь в том, что рапсодию мог написать только её муж. Из аэропорта Донна сразу направляется к шефу полиции Гонолулу Дану (Ки Люк), где, увидев фотографию Чета, заявляет, что он очень похож на её пропавшего мужа Рэнди. Дан даёт указание доставить Чета на следующий день в его кабинет для встречи с Донной. Время до встречи Донна проводит в компании забавной местной таксистки Лиды О’Рейлли (Эльза Ланчестер), с которой успела подружиться по дороге из аэропорта. Лида показывает Донне город, а затем привозит её к дому Чета, так как та хочет познакомиться с Сэлли. В этот момент в доме Роджер требует от Сэлли отдать ему деньги, предназначенные для юридической защиты Теда, утверждая, что намерен завладеть всем его имуществом. В ходе спора Роджер убивает Сэлли, после чего открывает дверь позвонившей Донне, и, представившись работником по дому, сообщает, что Сэлли нет дома. На следующий день по дороге в участок Чета завозят в морг для опознания тела Сэлли. Увидев её труп, Чет догадывается, кто мог стать убийцей, и, оглушив конвоировавшего его офицера полиции, сбегает из-под охраны, направляясь в известный городской криминальный квартал Пол-акра ада, известный также как Акр, с тем, чтобы поймать и наказать убийцу. Тем временем со слов Донны шеф полиции догадывается, что у дома Чета она скорее всего встретила убийцу Сэлли. Он также понимает, что Тед скорее всего направился в Акр. Дан требует от Донны, чтобы она оставалась в гостиничном номере, так как убийца знает, что она может его опознать, и попытается избавиться от неё как от ненужного свидетеля. Однако не обращая на предупреждение шефа полиции, Донна отправляется на поиски Чета в Акр, уговаривая Лиду, чтобы та устроила её в один из танцевальных залов в качестве платной танцевальной партнёрши. С момента встречи Донны с Даном за ней следил некто Иппи (Леонард Стронг), мелкий преступник, который выполнял поручение местного бандита Табби Отиса (Джесси Уайт). Тому в свою очередь заплатил Роджер, который планирует использовать Донну в качестве наживки, чтобы выманить Чета. Получив информацию от Иппи, Отис выходит на Донну, убеждая её, что может доставить её к Чету. С помощью наркотика он усыпляет Донну и переносит её в свою квартиру, где живёт вместе с женой Роуз (Мэри Виндзор), которая практически открыто изменяет ему с Роджером. Тем временем Дан даёт приказ провести в Акре тотальную облаву на Чета, но тому благодаря действующей в квартале преступной солидарности и с помощью Иппи удаётся ускользнуть от полиции, спрятавшись в том же многоквартирном доме, где держат Донну. Вскоре, когда пьяный Отис пытается изнасиловать Донну, Чет через стену слышит её крики и прибегает на помощь, выгоняя Отиса. Увидев Чета, Донна сразу же признаёт в нём Рэнди, однако Чет отрицает это. Донна рассказывает ему об их кратком браке, а также об 11-летнем сыне Рэнди, которого отец так ни разу и не видел, и который думает, что его отец погиб как герой. Передав Донну в руки полиции, Чет остаётся в квартире в качестве наживки, рассчитывая таким образом выманить Роджера.
Тем временем Дан вместе с Донной решают поймать убийцу в ловушку, запуская информацию о том, что Донна является женой Чета. Иппи доносит эту информацию до Роджера, который не верит в это, подозревая, что это полицейская подстава. Он в ярости ломает своему информатору шею как предателю, после чего слышит по радио подтверждение его слов. Роджер посылает Отиса проверить эту информацию, и тот нарывается на полицейскую засаду. Начинается погоня по кварталу, в ходе которой Отиса убивают. Думая, что убийца Сэлли ликвидирован, Дан отвозит Чета на машине обратно в тюрьму, по дороге получая информацию о том, в раненый Иппи в больнице перед смертью назвал имя Роджера. Услышав это, Чет выхватывает из кармана Дана пистолет, выбрасывает его из машины и уезжает, намереваясь расправиться с Роджером самостоятельно. Однако перед этим он встречается с Донной, фактически признаваясь, что он её муж, однако уговаривает её не рассказывать о себе их сыну. Чет хочет, чтобы для сына его отец Рэнди Уильямс так и остался героем, который погиб на войне, и не хочет, чтобы сын знал, что он превратился в гангстера Чета Честера. После ухода Донны он составляет завещание, оставляя всё своё наследство сыну. Находясь в своём клубе, Чет приглашает туда Роджера, а также вызывает полицию. Во время разговора в клубе Чет отвергает все притязания Роджера и выгоняет его. Несколько минут спустя Чет выходит из клуба, фактически намеренно подставляясь под пули Роджера, который поджидал его в своём автомобиле. Поджидавшие полицейские хватают Роджера на месте преступления. Перед отъездом Донны домой Дан говорит ей, что она может честно сказать Рэнди-младшему, что его отец умер как герой. Чтобы разорвать какую-либо связь мальчика с бесчестным прошлым отца, Дан никому не говорит о завещании Чета и рвёт его.

## В ролях
- Уэнделл Кори — Чет Честер, он же Рэнди Уильямс
- Эвелин Кейс — Донна Уильямс
- Эльза Ланчестер — Лида О’Рейлли
- Мэри Виндзор — Роуз
- Нэнси Гейтс — Сэлли Ли
- Леонард Стронг — Иппи
- Джесси Уайт — Табби Отис
- Кей Люк — шеф полиции Дэн
- Филипп Ан — Роджер Конг
- Роберт Коста — Слим Новак

## Создатели фильма и исполнители главных ролей
По словам историка кино Артура Лайонса, небольшая кинокомпания «Republic впервые попробовала свои силы в жанре нуар с превосходным фильмом „Шепчущие шаги“ (1943). В 1940-е годы студия создала ещё несколько нуаров, таких как „Самозванец“ (1947) и более сильный в художественном плане „Восход луны“ (1948). Студия продолжала создавать нуаровые фильмы до середины 1950-х годов, произведя такие великолепные картины», как «Дом у реки» (1950), «Город, который никогда не спит» (1953), «Спешите жить» (1954) и «Пол-акра ада» (1954), а также такие менее значимые фильмы, как «Бандитская империя» (1952) и «Человек вооружён» (1956) .
Как написал историк кино Дэвид Хоган, «автор криминальных романов и голливудский сценарист Стив Фишер добился большого успеха в 1941 году с фильмом нуар „Ночной кошмар“, который сделал ему имя». После этого Фишер написал оригинальную историю военной драмы «Курс на Токио» (1943) и сценарий фильма нуар «Джонни Эйнджел» (1945). Затем последовали сценарии целой серии фильмов нуар, среди них «Рассчитаемся после смерти» (1947), «Леди в озере» (1947), «Блокпост» (1951), «Город, который никогда не спит» (1953), «Викки» (1953) и «Пол-акра ада» . По словам Гленна Эриксона, «режиссёр Джон Х. Ауэр и сценарист Стив Фишер сделали вместе два интересных фильма нуар для Republic Pictures — изящную полицейскую драму „Город, который никогда не спит“ и эту интересную картину, которая снималась на Гавайях».
Актёр Уэнделл Кори был одним из наиболее значимых актёров жанра фильм нуар, сыграв разнообразные роли в таких картинах, как «Ярость пустыни» (1947), «Я всегда одинок» (1948), «Извините, ошиблись номером» (1948) и «Обвиняемая» (1949), а в 1950-е годы — «Дело Тельмы Джордон» (1950), «Окно во двор» (1954), «Большой нож» (1955) и «Убийца на свободе» (1956). В фильме сыграли также три актрисы, известные своими работами в жанре нуар. В частности, Эвелин Кейс сыграла в таких картинах, как «Лицо под маской» (1941), «Джонни О’Клок» (1947), «Вор» (1951), «Убийца, запугавший Нью-Йорк» (1950) и «Ривер-стрит, 99» (1953). Эльза Ланчестер запомнилась яркими ролями второго плана в фильмах нуар «Большие часы» (1948), «Загадочная улица» (1950) и «Свидетель обвинения» (1957). Мэри Виндзор, по словам Дэвида Хогана, «начала свою кинокарьеру в 1942 году, исполняя преимущественно небольшие роли без указания в титрах, пока в 1948 году не произвела сильное впечатление игрой в фильме нуар „Сила зла“ (1948)». После этого она стала «одним из самых узнаваемых лиц нуара», сыграв главные роли в фильмах «Узкая грань» (1952) и «Женщина без мужчин» (1955), а также запоминающиеся роли второго плана в фильмах «Снайпер» (1952), «Город, который никогда не спит» (1953), «Пол-акра ада» и особенно «Убийство» (1956).

## Оценка фильма критикой

### Общая оценка фильма
Как отметил историк кино Хэл Эриксон, фильм «не был принят после первого выхода в прокат, однако сегодня считается одним из тех фильмов студии Republic середины 1950-х годов, которые выдержали испытание временем». Как пишет Спенсер Селби, фильм рассказывает о «женщине, которая приезжает на Гавайи в поисках мужа, который пропал на войне, попадая в запутанную сеть напряжённой тревоги и убийств». Гленн Эриксон оценивает картину, как «достаточно дорогой для студии Republic Pictures, увлекательный и довольно оригинальный нуаровый триллер, который очень подходит близко к тому, чтобы стать выдающимся фильмом нуар», далее отмечая, что «в плане оригинальности эту картину трудно превзойти». В частности, нуаровое действие «с вполне ожидаемыми двойными и тройными обманами необычно видеть на залитых солнцем улицах или тёмной ночью, когда все одевают гавайские рубахи, включая полицейских детективов». Критик полагает, что фильм умело доносит «атмосферу Гонолулу 1950-х годов, показывая зрителю город, который ещё не был переполнен гигантскими отелями». И хотя его «грязная история кажется странным местом для столь великолепной окружающей обстановки, тем не менее, фильм представляет Гонолулу как вертеп разбойников с ночными перестрелками и поножовщиной», чем напоминает «старую классику Дювивье „Пепе ле Моко“ в алжирском Касбахе».
С другой стороны, по мнению Майкла Кини, хотя «гавайская обстановка довольно привлекательна, тем не менее сюжет запутан, неинтересен и откровенно нелеп» . Кинокритик Иэн Джейн также считает, что «у фильма есть некоторые проблемы, которые не дают ему подняться на высокий уровень». Прежде всего, «фильм берёт медленный темп в первые полчаса», однако проблемы с темпом остаются и далее, кроме того есть «несколько заметных дыр в сюжете». Однако в целом, по мнению Джейна, «достоинства перевешивают недостатки», и зритель получает «хороший (хотя и не выдающийся) фильм нуар, который особенно интересен благодаря своим съёмкам на Гавайях и нескольким достойным сценам ощутимого напряжения». Джейн также отмечает «крепкий актёрский состав и качественную операторскую работу с интересными натурными съёмками, придающими картине гавайский колорит. В ночных эпизодах хорошо использованы тени, создающие атмосферические картины с сильными моментами саспенса».

### Околоцензурные эпизоды
Гленн Эриксон обратил внимание на то, что созданные Эвелин Кейс и Мэри Виндзор образы «вплотную подходят к цензурной границе в плане сексуального напряжения, на что в фильмах 1950-х годов можно было только намекать, но нельзя было показывать». В частности, «совершенно понятно, что в одной из сцен Донна лежит под одеялом совершенно явно обнажённой в тот момент, когда распутный Отис находится в опасной близости от неё». Что же касается Роуз, то она практически открыто демонстрирует свою супружескую неверность, «демонстративно проявляя свой кошачий интерес к Роджеру Конгу, и как будто получает единственное наслаждение от жизни в изменах мужу». Как отмечает Эриксон, «это были пикантные роли: в то время фильмы были смиренными, в отличие от женщин».

### Оценка работы режиссёра и творческой группы
Эриксон отмечает, что в соответствии с законами фильмов нуар, «сценарий Стива Фишера полон колоритных персонажей», и, несмотря на отступление от некоторых клише нуаровых триллеров, «остаётся верным жанру в отношении крутых обменов репликами». При этом критик считает Ауэра «не особенно самобытным режиссёром», которому «не удаётся поддержать нарастающее напряжение на протяжении всего фильма», но, тем не менее, удаётся свести дело к очень приличному результату.

### Оценка актёрской игры
Гленн Эриксон считает, что «фильм собрал интересный актёрский состав». В частности, «Уэнделл Кори, которого часто критиковали за отсутствие сильного мужского начала, здесь идеально исполнил роль мошенника, который решил стать честным человеком», а «ценная для любой картины Эвелин Кейс держит в своих руках основную нить истории». Эриксон обращает внимание также на игру характерного актёра Леонарда Стронга в роли «пронырливого информатора Иппи, поведение которого напоминает Питера Лорре в „Касабланке“ вплоть до некоторых его ужимок». При этом, по мнению Гленна Эриксона, «Эльза Ланчестер менее интересна, хотя и вполне профессиональна. Её странноватая таксистка Лида бросает всё, чтобы стать компаньонкой, доверенным лицом и шофёром Донны на уик-энд. Она удачно введена в историю, но почему-то полностью исчезает в третьем акте». С другой стороны, Хэл Эриксон замечает, что «Эльза Ланчестер обеспечивает картине столь необходимый юмор в роли безумной таксистки». Его мнение разделяет и Джейн, написавший, что «роль Ланчестер создана в большей степени для комического расслабления, но на неё всегда приятно смотреть, что бы она ни играла». Он также считает, что «Кори достойно исполняет главную роль, показывая достаточную харизму, чтобы вынести на себе фильм, и он достаточно убедителен в роли крутого парня», а «Кейс хороша в своей роли, хотя сам её персонаж не столь памятен и убедителен, как хотелось бы». По мнению критика, «Филипп Ан великолепен в роли главного отрицательного персонажа», а «Мэри Виндзор красива, но катастрофически недогружена. Камера любит её, и она довольно хороша». Кини также отмечает, что «икона нуара Виндзор здесь пропадает зря в роли неверной жены одного из бандитов».